# Za Przegoną
Za Przegoną – część wsi Przysów w Polsce położona w województwie świętokrzyskim, w powiecie jędrzejowskim, w gminie Jędrzejów.
W latach 1975–1998 Za Przegoną należało administracyjnie do województwa kieleckiego.